# Zebrzydowice (nádraží)
Zebrzydowice
jsou železniční stanice v Zebrzydowicích, vesnici, která se nachází ve Slezském vojvodství, Polsku, nedaleko od státní hranice s Českem.

## Obecný přehled

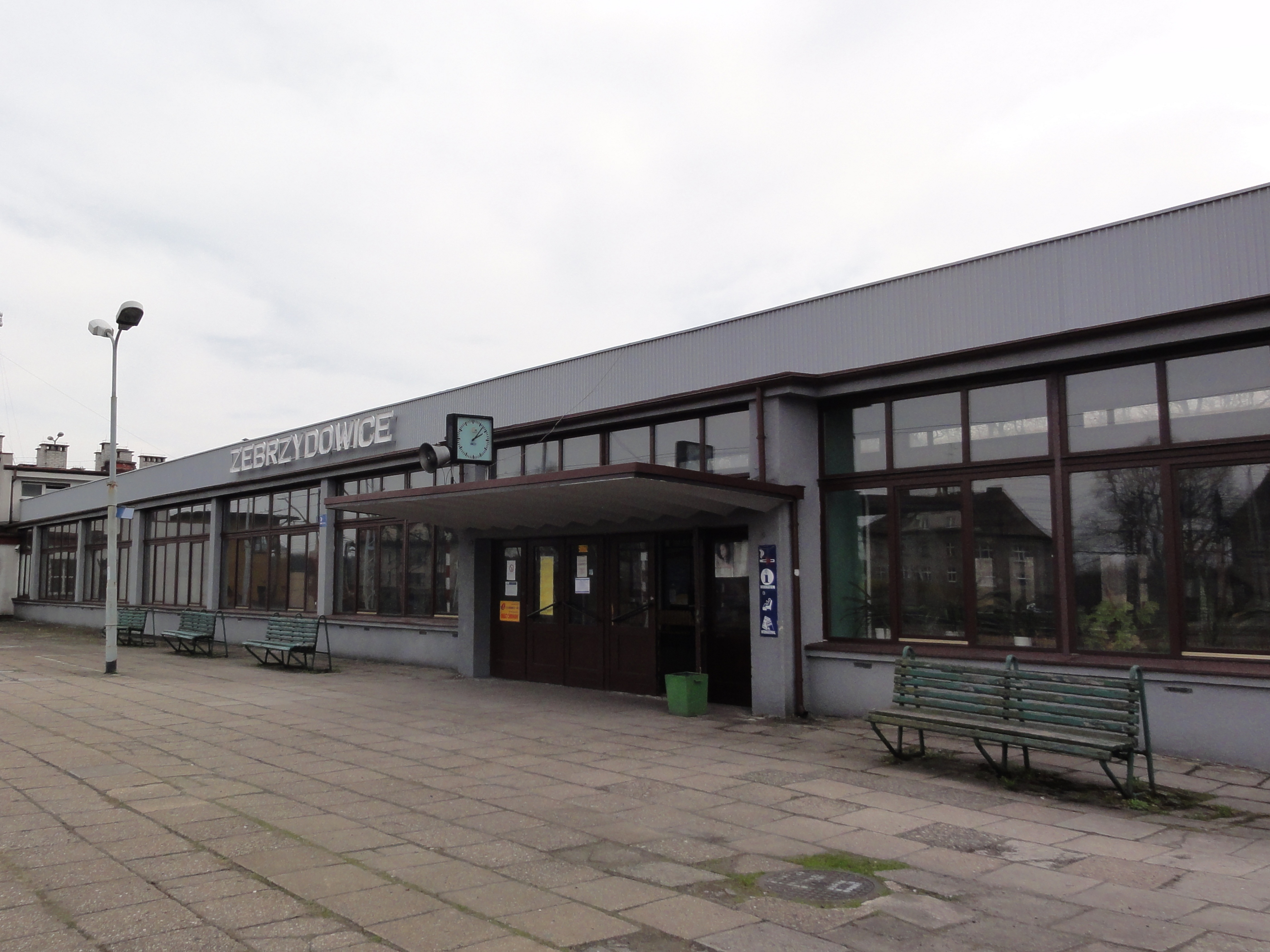
Pohled na staniční budovu

Železniční stanice Zebrzydowice, byla otevřena roku 1877
, pod tehdejším názvem Seibersdorf. Nachází se v nadmořské výšce 244 m n. m. Od roku 1922 nesla název Zebrzydowice a od roku 1939 opět Seibersdorf. Dnešní název Zebrzydowice, získala železniční stanice pravděpodobně v roce 1945].
Mezi významné rysy této železniční stanice patří především II. železniční koridor, neboli hlavní dálkový železniční tah mezi Břeclaví a Petrovicemi u Karviné, který prochází po tratích Správy železnic - Trať 320 Bohumín - Petrovice u Karviné (- Zebrzydowice PLK). Právě tato trať zajišťuje významné tranzitní spojení do Varšavy přes Zebrzydowice a Katovice.
Železniční stanice má 2 ostrovní nástupiště s průjezdnými kolejemi (4 nástupištních hran) a jedno jednostranné nástupiště u výpravní budovy. Jednotlivá nástupiště jsou propojena podchody.

## Železniční tratě
Železniční stanicí Zebrzydowice prochází železniční tratě:
- 93 Trzebinia – Zebrzydowice
- 90 Zebrzydowice – Cieszyn

## Železniční doprava
Železniční stanici Zebrzydowice obsluhovaly dálkové vnitrostátní, mezinárodní, regionální spoje směřující kupříkladu do měst:
- Praha - (Praha hlavní nádraží)
- Pardubice - (Pardubice hlavní nádraží)
- Olomouc - (Olomouc hlavní nádraží)
- Ostrava - (Ostrava hlavní nádraží)
- Vídeň
- Bratislava - (Bratislava hlavná stanica)
- Katowice
- Gdaňsk - (Gdańsk Główny)
- Poznaň - (Poznań Główny)
- Lublin - (Lublin (nádraží))
- Štětín - (Szczecin Główny)
- Varšava - (Warszawa Zachodnia, Warszawa Centralna, Warszawa Wschodnia)
- Vratislav - (Wrocław Główny)
- Białystok - (Białystok (nádraží))
- Krakov - (Kraków Główny Osobowy)